# نقطه پرسشی
نقطه پرسشی یکی از علامت‌های نگارش است.
این علامت به صورت «؟!» نشان داده می‌شود.
معمولاً در مواقعی به‌کار می‌رود که سؤال با شگفتی و تعجب پرسیده می‌شود.
مثال:
چطور ممکن است کسی دیپلم داشته باشد و جدول‌ضرب را از حفظ نباشد؟!